# Rosso Corsa

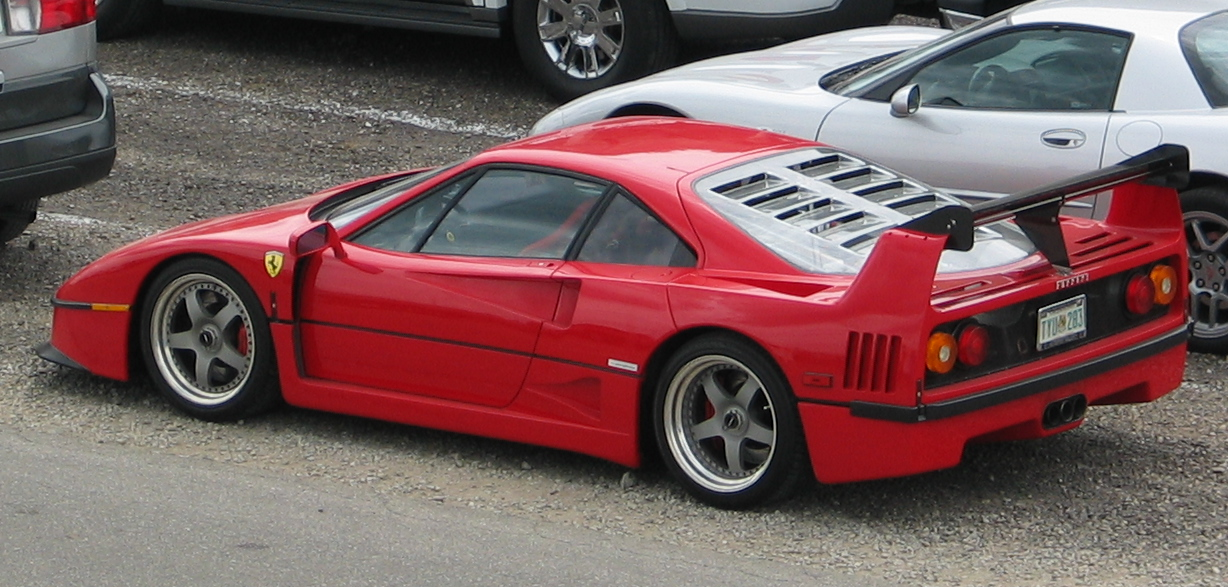
Ferrari F40

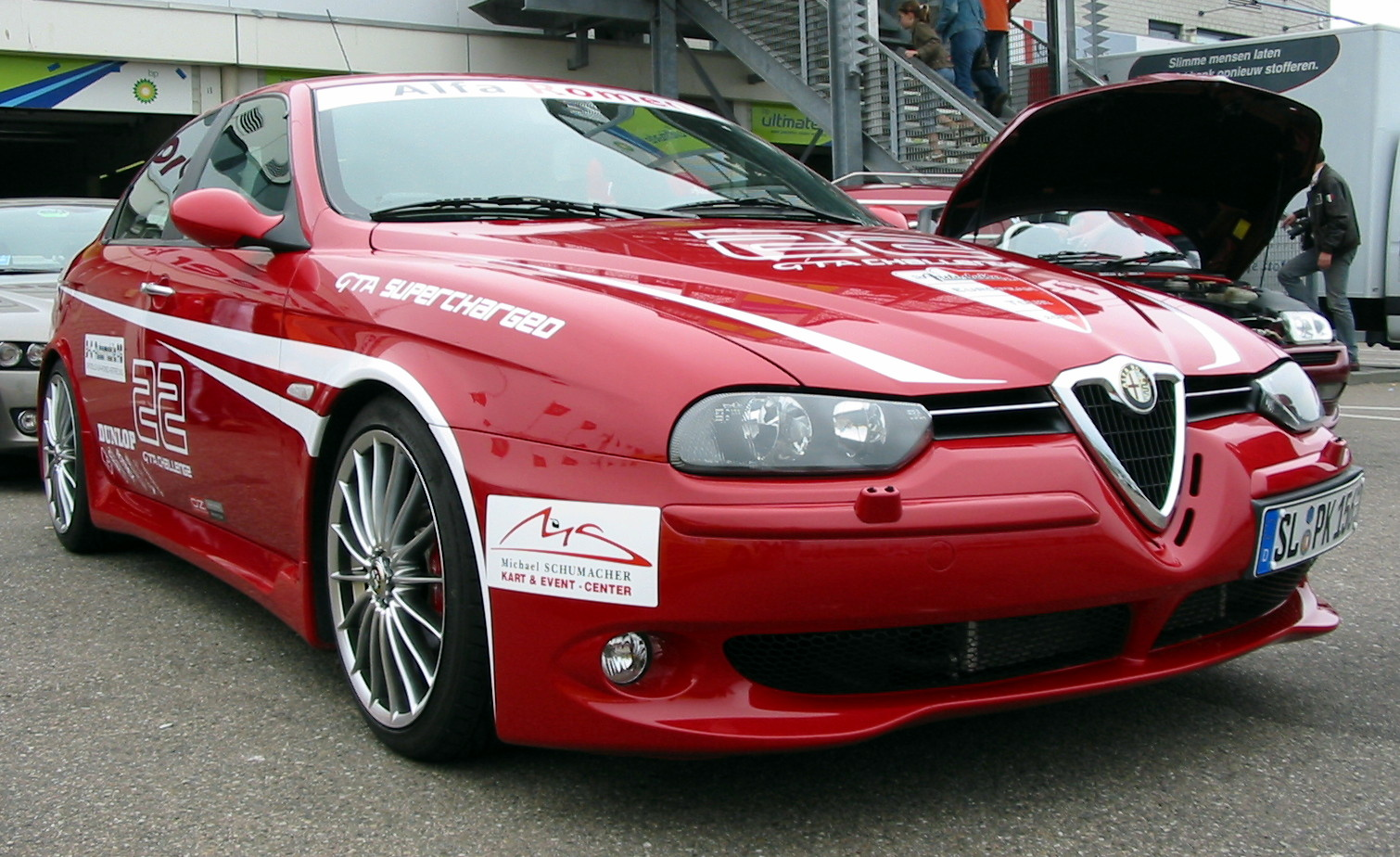
Alfa Romeo 156 GTA

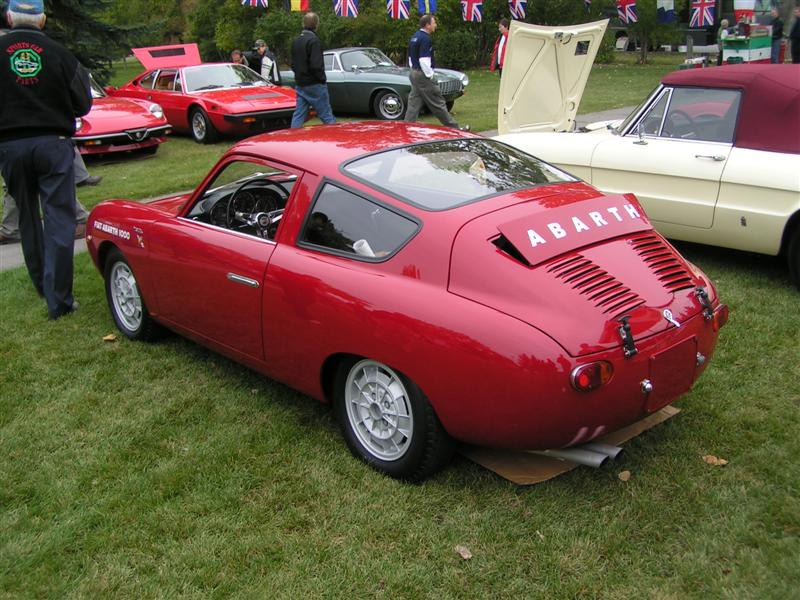
Fiat Abarth 1000

El Rosso Corsa ("rojo de carrera" o "rojo Ferrari") es el color de los automóviles de competición de Italia. Desde los años 1920, los coches de competición de las marcas Alfa Romeo, Maserati y, posteriormente, Ferrari y Abarth también estaban pintados en color Rosso Corsa. Este es el color tradicional de competición de Italia, como se recomendó durante el período de entreguerras por las organizaciones que posteriormente se convertirían en la FIA. Con ese esquema, Los coches franceses eran azul Francia, los alemanes blancos o plateados y los británicos British racing green (verde). Los colores no se asignaban por el país de fabricación del automóvil ni por la nacionalidad del piloto, sino de la procedencia del equipo.
A diferencia de la mayoría de las escuderías, muchos equipos italianos prefirieron mantener el color al aparecer las decoraciones de patrocinadores, aunque cambia el tono. En 1996, por ejemplo, la Scuderia Ferrari pintaba sus coches en una tonalidad anaranjada, llamada "Rojo Marlboro", pero hacia 2007 se tomó otra tonalidad metalizada más oscura, llegando incluso al granate en algunas tomas.
Curiosamente, Ferrari ganó la Temporada 1964 de Fórmula 1 con John Surtees, compitiendo en las dos últimas carreras de la temporada en coches pintados de blanco y azul, ya que no fueron presentados por la fábrica italiana, sino por el equipo estadounidense NART. El cambio se hizo como protesta por parte de Ferrari contra las autoridades de competición italianas, con respecto a la homologación de un nuevo Ferrari de motor central.